# Paul Fusco
Paul Fusco (Leominster, 2 agosto 1930 – San Anselmo, 15 luglio 2020) è stato un fotografo statunitense.
È conosciuto soprattutto per i suoi lavori di fotogiornalismo.

## Biografia
Paul Fusco cominciò ad interessarsi alla fotografia all'età di quindici anni, perseguendola come hobby. Dal 1951 al 1953 lavorò in Corea nei corpi di comunicazione dell'esercito americano. Nel 1957 si laureò presso l'Università dell'Ohio. Subito dopo cominciò a lavorare come fotografo per il periodico Look, viaggiando in Asia, Messico, Europa e India.
Nel 1968 venne incaricato di realizzare un servizio sulla morte di Bob Kennedy. Armato di tre macchine fotografiche e trenta a pellicole, Fusco salì sul treno che trasportava la bara del politico, si affacciò al finestrino e scattò più di duemila foto al popolo americano intento a dare l'ultimo saluto. Le foto ottennero un grande successo e furono raccolte nel libro "RFK Funeral Train".  
Nel 1974 entrò a far parte dei fotografi di Magnum. Paul Fusco ha esposto in numerose gallerie tra cui il MoMa di New York.

## Opere
- Funeral Train, Umbrage Editions Inc, 2001, ISBN 978-1884167058